# Kutara brunnescens
Kutara brunnescens är en insektsart som beskrevs av William Lucas Distant 1908. Kutara brunnescens ingår i släktet Kutara och familjen dvärgstritar. Inga underarter finns listade i Catalogue of Life.